# Navy Cross

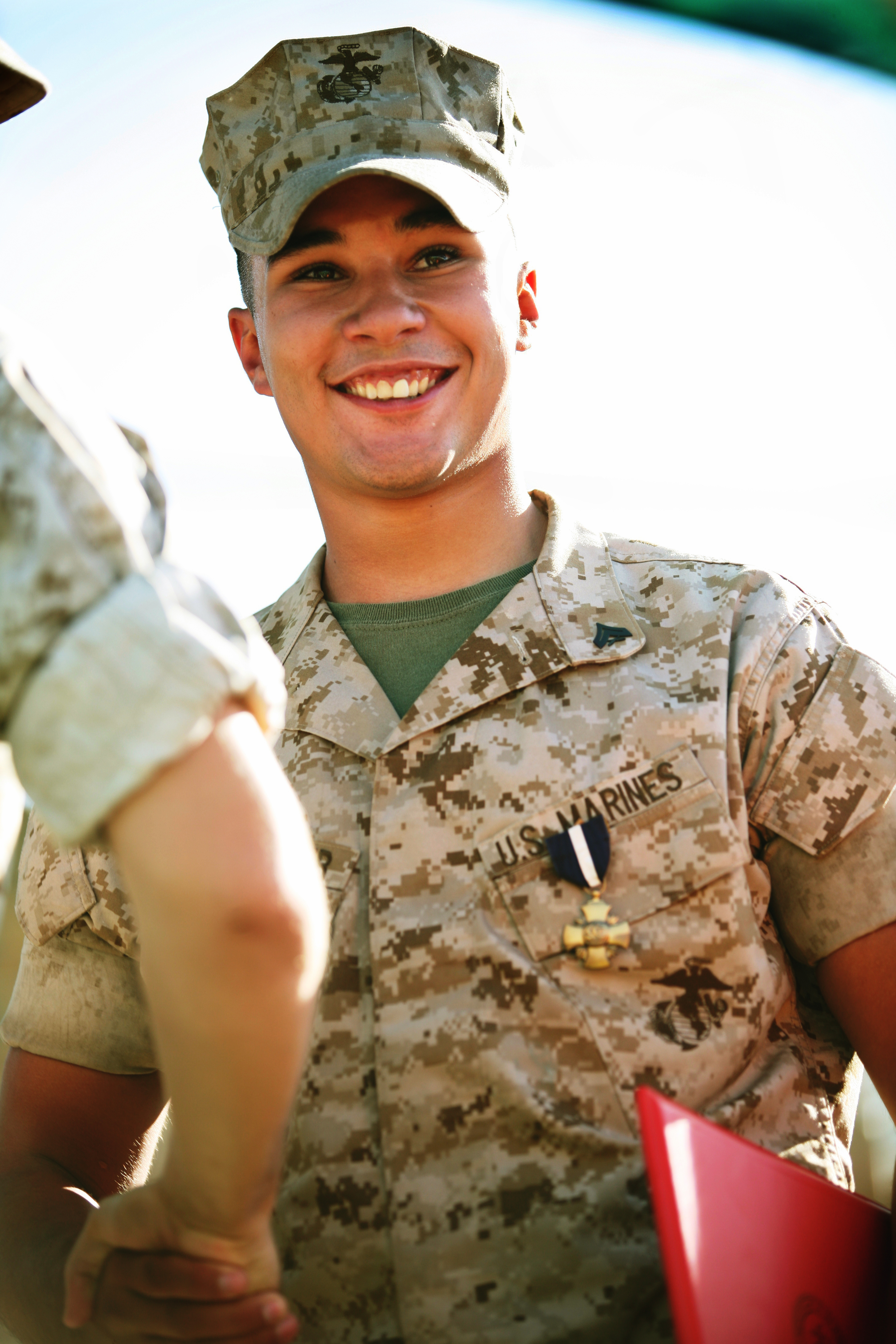
US-Marineinfanterist mit Navy Cross

Das Navy Cross ist die höchste Auszeichnung, die vom Department of the Navy vergeben wird. Sie steht in der Rangfolge der Pyramid of Honor unmittelbar hinter der Medal of Honor. Dieser Orden wird nicht nur an Mitglieder der United States Navy, Marine Corps und der Coast Guard, sondern auch an jene der Army und der Air Force vergeben, außerdem an Soldaten verbündeter Streitkräfte und an Zivilisten, die sich in einem Einsatz zusammen mit der US Navy oder dem US Marine Corps durch herausragende Tapferkeit ausgezeichnet haben.

## Geschichte
Das Navy Cross wurde am 4. Februar 1919 mit einem Gesetzbeschluss (Public Law 253, 65th Congress) des US-Kongresses offiziell eingeführt, obwohl es schon seit April 1917 vergeben wird.
Die von James Earl Fraser (1876–1953) kreierte Medaille war ursprünglich nach der Medal of Honor und der Navy Distinguished Service Medal die dritthöchste Auszeichnung in der Navy. Erst ein Kongressbeschluss vom 7. August 1942 wertete diesen Orden auf seinen jetzigen Stellenwert auf. Seitdem wird das Navy Cross nach der Medal of Honor und somit vor allen anderen Auszeichnungen auf den Uniformen getragen.
Es ist dem Distinguished Service Cross (Army) und dem Air Force Cross (Air Force) gleichwertig.
Ein weiterer Regierungsbeschluss vom 7. August 1942 legte fest, dass nur im Kriegsfall erbrachte Leistungen mit dieser Auszeichnung gewürdigt werden dürfen.

## Beschreibung und Symbolik

### Vorderseite
Das Kreuz hat einen Durchmesser von 1,5 Inches (≈ 3,8 cm) und ist an den Balkenenden abgerundet, im Vergleich zu herkömmlichen Kreuzen mit geradem Abschluss. Zwischen den Balken befindet sich jeweils ein Lorbeerblatt mit Beeren. Im Kreuzmittelpunkt selbst befindet sich ein auf Wellen gebettetes Segelschiff mit linker Fahrtrichtung, wenn man direkt die Vorderseite betrachtet. Bei dem Schiff selbst handelt es sich um eine Karavelle, einem Schiffstyp, der von den westeuropäischen Seemächten im 15. und 16. Jahrhundert eingesetzt wurde.
James Earl Fraser wählte die Karavelle aus dem Grund, weil sie bei der Naval Academy als Symbol für die Entdeckung Amerikas und Marinetradition der US Navy steht. Die Lorbeerblätter der Medaille symbolisieren die erbrachte Leistung.

### Rückseite
Die Rückseite des Navy Cross zieren gekreuzte Anker mit entsprechender Kette, wie sie vor dem Jahr 1850 häufig verwendet wurden. In Kreuzungspunkt der Anker stehen die Initialen USN, was United States Navy bedeutet.

### Band
Das Band ist in blauer Farbe mit einem mittigen weißen Streifen gehalten.
Blau steht für den Dienst in der US Navy, während weiß in seiner Reinheit die Selbstlosigkeit der Leistung verkörpert.

### Zusätzliche Auszeichnungen
Bei Mehrfachauszeichnungen mit dem Navy Cross werden jede der zweiten bis fünften Auszeichnung durch Goldsterne mit einem Durchmesser von 5⁄16″ (≈ 0,8 cm) an der Bandschnalle und am Band der Medaille gekennzeichnet. Für die sechste Auszeichnung soll ein goldener Stern durch einen silbernen Stern ersetzt werden, der eine sechste Auszeichnung anzeigt. Bis heute hat niemand mehr als fünf Auszeichnungen erhalten. Der Konteradmiral Roy M. Davenport und der Lieutenant General des USMC Lewis B. Puller erhielten jeweils fünfmal das Navy Cross.

## Kriterien für die Verleihung
Der Orden wird an Personal der Marine, des Marine Corps oder der Küstenwache verliehen, sowie an Soldaten verbündeter Streitkräfte und Zivilisten, die sich durch besondere Tapferkeit im Kampfeinsatz ausgezeichnet haben, aber nicht die Medal of Honor verdienen. Die Auszeichnung kann nur wegen einer der drei folgenden Umstände vergeben werden:
1. Während eines Einsatzes gegen Feinde der Vereinigten Staaten von Amerika.
2. Während eines militärischen Einsatzes, bei dem es zu einem Zusammenstoß mit einer fremden Macht kommt.
3. Während eines Einsatzes zusammen mit einer befreundeten Nation, die sich in einem bewaffneten Konflikt mit einer anderen Macht befindet, wobei die Vereinigten Staaten nicht zu den am Kampf beteiligten Mächten gehören.

Um sich das Navy Cross zu verdienen, muss die jeweilige Tat angesichts größter Gefahr oder hoher zu erwartender Verluste stattfinden, sowie auf die Art und Weise betrachtet werden, dass die erbrachte Tapferkeit nicht anhand des Dienstgrades oder aufgrund der bisherigen Kampferfahrung bewertet werden darf. Ausschlaggebend ist nur eine herausragende Aktion und nicht eine Vielzahl zuvor erbrachter Leistungen.

## Erster Empfänger
Die ersten Verleihungen des Navy Cross sind unbekannt, da diese aufgrund einer nach dem Ersten Weltkrieg herausgegebenen langschweifigen Liste zustande kamen.

## Nicht-US-Bürger mit Navy Cross

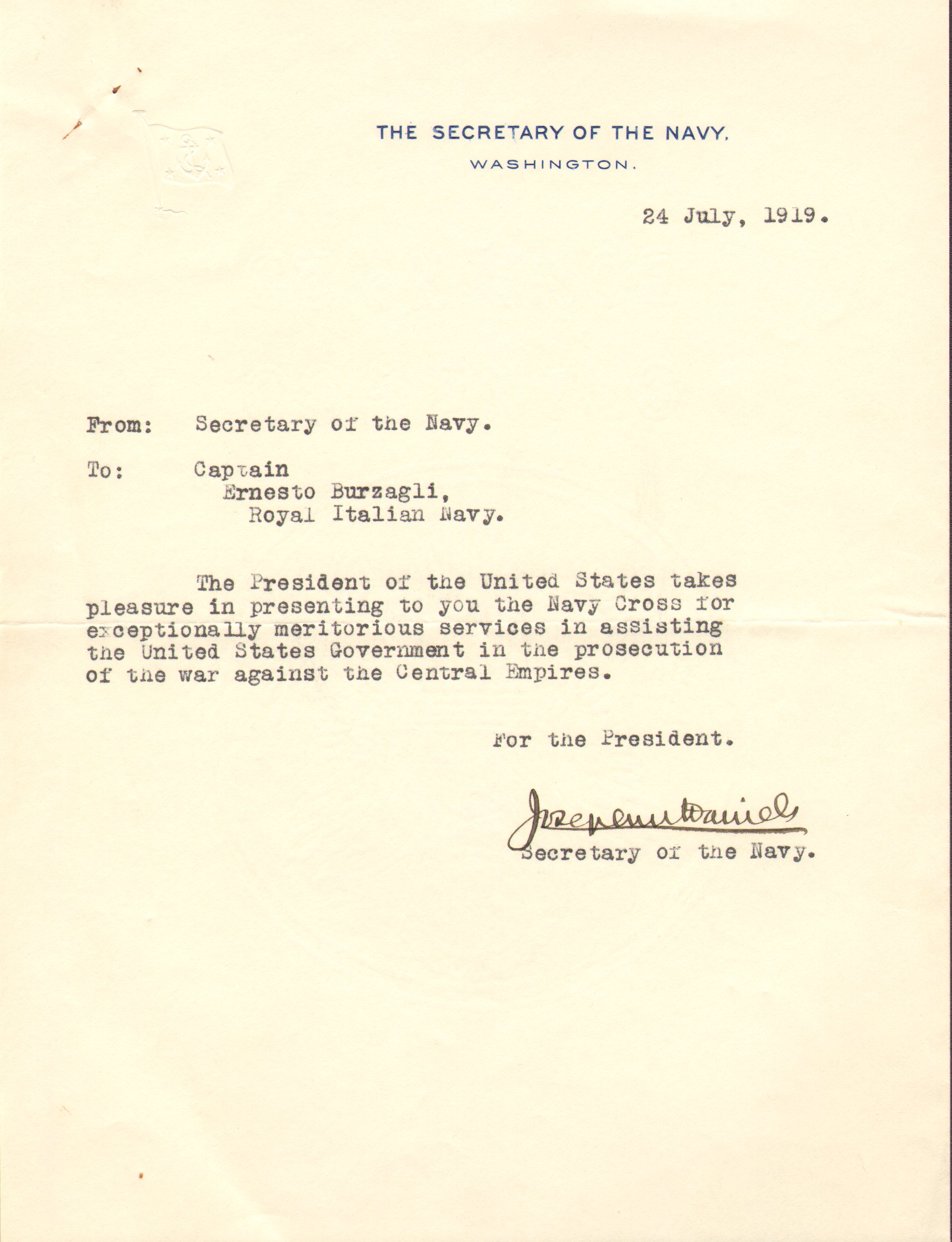
Brief der die Verleihung des Navy Cross an Ernesto Burzagli 1919 bestätigt

Über einhundert Nicht-US-Bürger wurden mit dem Navy Cross ausgezeichnet. Darunter waren im Zweiten Weltkrieg zwei U-Boot-Kommandanten aus der Sowjetunion und im Vietnamkrieg zwei Südvietnamesen.

## Bekannte Träger
- siehe: Träger des Navy Cross